# Chop Suey (Hopper)
Chop Suey (1929) je slika olje na platnu ameriškega umetnika Edwarda Hopperja. V ospredju dela sta dve ženski v pogovoru v restavraciji. Novembra 2018 je bila prodana za 92 milijonov dolarjev, kar je rekordna cena za umetnikovo delo.

## Predmet
Prizor prikazuje dve ženski za mizo v restavraciji z drugim parom v ozadju. Edine značilnosti, ki so posebej podrobno prikazane, so naslikan ženski obraz, plašč, ki visi nad njo, hrbet njenega spremljevalca [gledalcu], poteze para v ozadju, čajnik na mizi, maskirana spodnja okenska plošča in znak restavracije zunaj. Vse to so značilnosti, ki bi v naslikani spomin prinesle senzorični element (poleg vida): brenčanje zunanje svetlobe, glasove ljudi v ozadju, teksturo plašča, okus čaja in vonj po cigaretnem dimu (ki ga drži moški) in zmedena svetloba iz zakritega okna.
Umetniško delo Edwarda Hopperja je znano po realističnih prizorih, ki se dotikajo tem izolacije in samobitja, ne pa pripovednega konteksta. Svojo umetnost je pogosto opisoval kot »transkripcijo [njegovih] najintimnejših vtisov narave«, kar pomeni, da je povezoval proces slikanja s procesom spomina. To idejo bi lahko nadalje opisali na drugačen način, ko je na primer nekaj narisano iz osebnega spomina, si je mogoče zapomniti določene podrobnosti, vendar je vse zunaj primarnega fokusa prazno ozadje. Chop Suey zajame ta koncept spomina, tako da se gledalec osredotoči na določene elemente čutne ikonografije, medtem ko prikazuje temo izolacije zaradi samobitja.

## Interpretacija
Po mnenju umetnostnega strokovnjaka Davida Anfama je ena »osupljiva podrobnost Chop Sueyja ta, da se ženska oseba sooča s svojo dvojnico«. Drugi so poudarili, da ne bi bilo tako nenavadno, če bi dve ženski nosili podobne klobuke, in da je predrzno trditi, da sta dvojnici, ko obraz enega subjekta gledalcu ni viden. Slika ima notranjo vsebino, notranjost kavarne, in se ne osredotoča na nobeno dano figuro. Tako kot pri mnogih drugih Hopperjevih delih je slika zelo pozorna na učinke svetlobe na njegove subjekte.
Z detajlom le čutne ikonografije se slika odmika od čistega realizma, kot da bi s slikanjem celotnega spomina uničili fine detajle, ki jo delajo aktivno realistično. Rolf G. Renner, avtor Hopperja, navaja, da je »... del tega, o čemer [Hopperjeve] slike govorijo, tista smrt ali razkroj, ki ga v nekem smislu predstavljajo vse slike, saj uničijo neposrednost zaznave s transformacijo v podobo«.
Čeprav se prizor slike odvija v socialnem okolju, prevladuje občutek osamljenosti. Ženska v zelenem, obrnjena proti gledalcu, sedi s svojo spremljevalko, vendar se zdi, da ne komunicira z njo. Tako kot pri paru v ozadju je moški videti odmaknjen od ženske, ki mu sedi nasproti. Vsaka človeška figura je izolirana in umaknjena druga od druge ter zadržana vase. Ta je upodobljena s skritimi ali zakritimi obrazi, ki iz figur umikajo človeško bistvo. To še posebej velja za žensko; čeprav dobimo popoln pogled na njen obraz, je zaradi njenega močnega ličila nekaj odmaknjenega.
Alabastrna koža z izrazitim rdečilom in narisane ustnice dajejo le vtis ženske, podobne lutki. Običajno v kontekstu s slogom obdobja (poznih 1920-ih) bi to lahko vzeli za trendovski in živahen slog, »ženski oprijeti puloverji, klobuki in naličeni obrazi, ki bi v prejšnjem obdobju zaznamovali kot spolno dostopne, postale mainstream«. Toda Hopper to zanika, tako da naredi ženski obraz enake bele barve kot druge prazne poteze v ozadju, s čimer izdolbe njeno človeško bistvo. Gledalec si jo razlaga tako, da je 'zamaknjena' ali nepozorno posluša, namesto da vzpostavi očesni stik in komunicira z gledalcem, kot da ni osredotočena na okolico.
Kompozicija Chop Suey nadalje zajema Hopperjev koncept spomina v nasprotju s popolnim realizmom. Ravnovesje se drži po srednjem delu slike, pri čemer je več nepodrobnih območij tik nad očesno linijo, ta področja so označena z bolj grobimi sledi čopiča. Negativen/nepodroben prostor v ozadju še dodatno prispeva k temu, ker oko preprosto preide mimo njih in se bolj osredotoči na prikazane podrobnosti. Ti prostori so preprosti, ker so funkcije ozadja, ki niso bile predane pomnilniku. »Teža« je v prisotnosti detajlov med figurami ob mizah pa vse do detajlov v oblikovanju napisa zunaj, visečega plašča in spodnje okenske obloge. To daje učinek, kot da gledalec vidi prizor in vse pomembne vidike, pri čemer ignorira zunanji kontekst. To je opisano v članku revije USA Today: »Kratka prekinitev akcije, maski podoben obraz protagonista in abstraktne geometrije v oknih prispevajo k občutku, da pripoved, ki se odvija, ne govori o teh posebnih dejanjih ali tem mestu, temveč o sodobnem stanju bivanja«.
S tem v mislih lahko gledalec prevzame pripoved za tem posebnim spominom. V bibliografiji Gail Levin je lokacija Chop Suey opisana kot »[spomin] na poceni kitajsko restavracijo v drugem nadstropju, ki so jo Hopperji pogosto obiskovali v Columbus Circle«. To bi lahko pojasnilo primarno osredotočenost na žensko in dolgočasnost okolice. Če bi bil to kraj, ki ga je Edward Hopper pogosto obiskoval, potem ne bi bilo razloga, da bi se osredotočali na okolico, temveč na trenutek prizora. Njegova žena in pogost model Jo Hopper je najverjetneje model za tri ženske figure.

## Prodaja
Barney A. Ebsworth je bil lastnik slike in jo je obljubil Muzeju umetnosti v Seattlu. Vendar pa je ob njegovi smrti lastništvo prešlo v njegovo zapuščino. Novembra 2018 je bila slika prodana za 92 milijonov dolarjev, kar je nov rekord za umetnikovo delo.